# Johnny Mantz
Johnny Mantz   (Hebron, 18 de setembre de 1918 - Ojai, 25 d'octubre de 1972) va ser un pilot estatunidenc de curses automobilístiques nascut el 18 de setembre del 1918 a Hebron, Indiana.
Johnny Mantz va córrer a la Nascar a les temporades 1950-1951 i 1955-1956 i a la champ Car de 1948 a 1952, incloent-hi la cursa de les 500 milles d'Indianapolis de diversos d'aquests anys.
Johnny Mantz va morir el 25 d'octubre del 1972 en un accident de trànsit prop de Ojai (Califòrnia).

## Resultats a la Indy 500
| Any    | Cotxe  | Sortida | Vel. mitja | Ranking | Final  | Voltes | V. líder | Retirat |
| ------ | ------ | ------- | ---------- | ------- | ------ | ------ | -------- | ------- |
| 1948   | 98     | 8       | 122.791    | 27      | 13     | 185    | 0        | Bandera |
| 1949   | 98     | 9       | 127.786    | 18      | 7      | 200    | 0        |         |
| Totals | Totals | Totals  | Totals     | Totals  | Totals | 385    | 0        |         |

| Curses       | 2 |
| Poles        | 0 |
| Voltes líder | 0 |
| Victòries    | 0 |
| Top 5        | 0 |
| Top 10       | 1 |
| Retirades    | 0 |

## A la F1
El Gran Premi d'Indianapolis 500 va formar part del calendari del campionat del món de la Fórmula 1 entre les temporades 1950 a la 1960.
Els pilots que competien a la Indy durant aquests anys també eren comptabilitats pel campionat de la F1.
Johnny Mantz va participar en 1 curses de F1, debutant al Gran Premi d'Indianapolis 500 del 1953 finalitzant-lo en dissetena posició.

### Palmarès a la F1
- Participacions: 1
- Poles: 0
- Voltes Ràpides: 0
- Victòries: 0
- Pòdiums: 0
- Punts vàlids per la F1: 0